# Olympische Sommerspiele 2008/Teilnehmer (Bolivien)
| Gelbes Symbol für Goldmedaillen mit stilisierten Olympischen Ringen | Graues Symbol für Silbermedaillen mit stilisierten Olympischen Ringen | Braundes Symbol für Bronzemedaillen mit stilisierten Olympischen Ringen |
| ------------------------------------------------------------------- | --------------------------------------------------------------------- | ----------------------------------------------------------------------- |
| —                                                                   | —                                                                     | —                                                                       |

Bolivien nahm 2008 zum 12. Mal an Olympischen Sommerspielen teil. Insgesamt traten sieben Athleten (vier Männer und drei Frauen) in fünf verschiedenen Sportarten an. Bisher konnte das Land noch nie eine Medaille bei Olympischen Spielen gewinnen.

## Teilnehmer nach Sportarten

### Gewichtheben
Frauen
- María Teresa Monasterio
Klasse bis 63 kg: 17. Platz

### Leichtathletik
Männer
- Fadrique Iglesias
800-Meter-Lauf: 1. Runde ausgeschieden

Frauen
- Sonia Calizaya
Marathon: 59. Platz

### Radsport
Männer
- Horacio Gallardo
Straßenrennen: DNF

### Schießen
Männer
- César Menacho
Trap: 34. Platz

### Schwimmen
Männer
- Miguel Navarro
100-Meter-Freistil: 63. Platz

Frauen
- Katerine Moreno
50-Meter-Freistil: 64. Platz